# Jeffrey Rosen

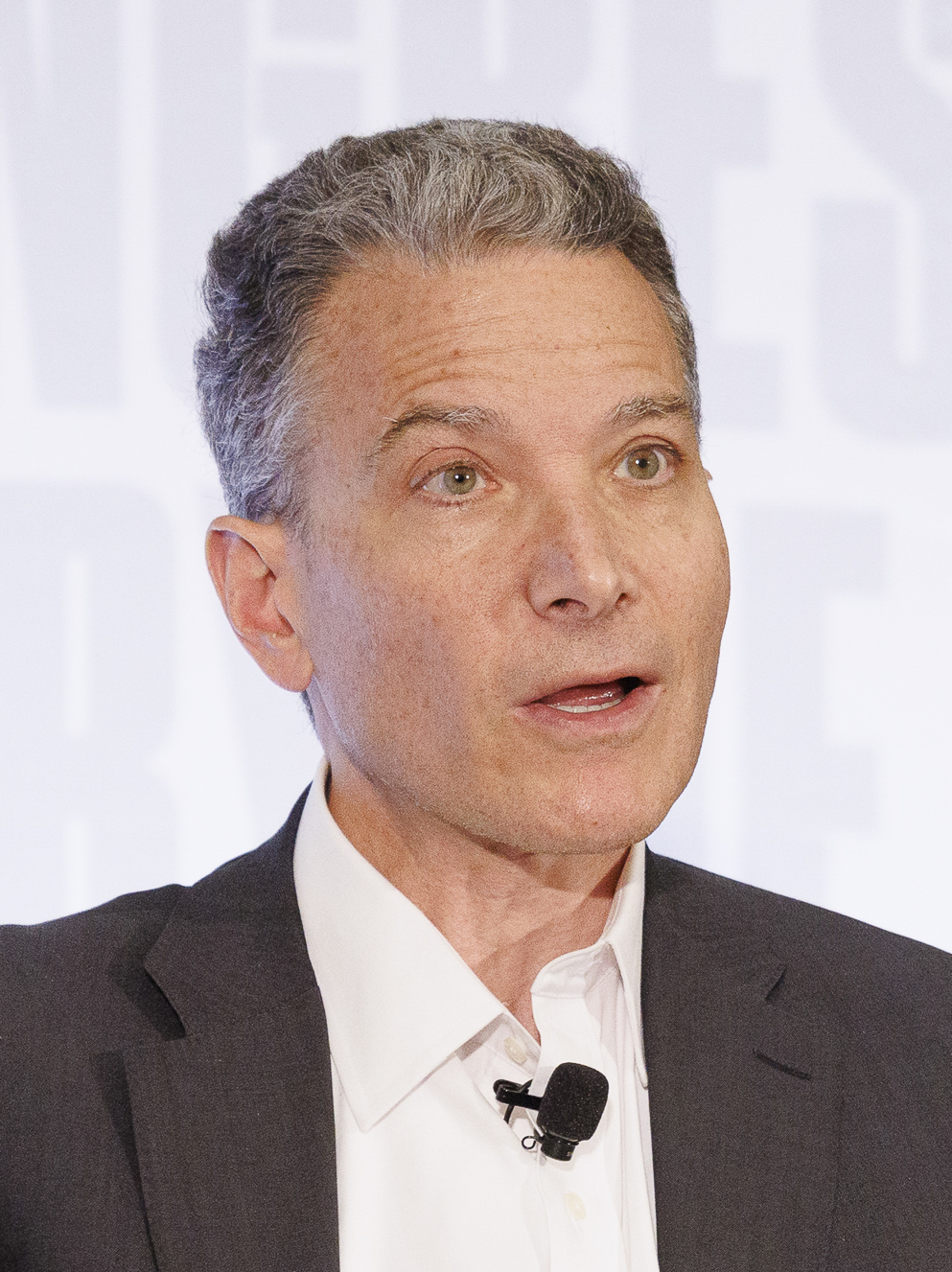
Jeffrey Rosen (2024)

Jeffrey Rosen (* 13. Februar 1964) ist ein US-amerikanischer Jurist und Professor für Rechtswissenschaft an der George Washington University.

## Werdegang
Rosen besuchte in New York City die Dalton School und erhielt 1982 seinen Abschluss dort als Jahrgangsbester. Anschließend studierte er an der Harvard University Englisch und Politik und schloss 1986 mit einem Bachelor of Arts summa cum laude ab. In Harvard wurde er 1985 Mitglied bei Phi Beta Kappa. Mit einem Marshall-Stipendium studierte er später Philosophy, Politics and Economics am Balliol College der University of Oxford und erhielt 1988 einen weiteren Bachelor of Arts. Daraufhin ging er an die Law School der Yale University und bekam dort 1991 den Juris Doctor verliehen.
Im Anschluss an seine Promotion war Rosen von 1991 bis 1992 als wissenschaftlicher Assistent (Law Clerk) für den Vorsitzenden Richter des Bundesberufungsgerichts für den District of Columbia, Abner J. Mikva tätig.
1997 wurde er zunächst Associate Professor an der Law School der George Washington University, ehe er dort 2004 auf eine volle Professur berufen wurde. Von 2008 bis 2016 war er zudem Senior Fellow der Brookings Institution. Darüber hinaus war er 2011 als Gastwissenschaftler am Institut Michel Villey der Universität Panthéon-Assas sowie am Fachbereich für Philosophie der Suffolk University.
Seit 2013 ist Jeffrey Rosen Präsident des National Constitution Center in Philadelphia, eines Museums und Veranstaltungsforums rund um die Verfassung der Vereinigten Staaten. Für die Organisation moderiert er zudem den wöchentlichen Podcast We the People, in dem aktuelle verfassungsrechtliche Fragen diskutiert werden.
2024 erhielt Rosen den Ritterorden des französischen Ordre des Arts et des Lettres. 2025 wurde er zum Mitglied der American Philosophical Society gewählt.

## Journalismus
Von 1992 bis 2014 war Rosen als Redakteur für Rechtsangelegenheiten bei The New Republic angestellt, für die er bereits ab 1990 Artikel geschrieben hatte. 2015 wechselte er zu The Atlantic, für die er bereits seit 1994 ebenfalls gelegentlich Artikel geschrieben hatte. Von 1997 bis 1999 hatte er zudem eine feste Anstellung bei The New Yorker. Neben seinen Veröffentlichungen dort erschienen zahlreiche Artikel Rosens darüber hinaus unter anderem in Publikationen der New York Times (ab 1986), Washington Post (ab 1994) und Time (ab 1998).
Seine Veröffentlichungen betreffen hauptsächlich den Obersten Gerichtshof der Vereinigten Staaten (Supreme Court). In seinen Kommentaren zu konkreten Fällen gilt er dabei als keiner einzelnen politischen Ideologie zugehörig. Rosen gilt jedoch als Kritiker von juristischem Aktivismus, das heißt der richterlichen Entscheidung von Angelegenheiten, für deren Regelung eigentlich Legislative und Exekutive zuständig wären. Gleichzeitig vertritt er die Auffassung, der Supreme Court solle bei seiner Entscheidungsfindung nicht einseitig von sich aus vorgehen, sondern die Rolle der öffentlichen Meinung bezüglich verfassungsmäßiger Ideale berücksichtigen. Die Verfassungsrichter sollten ihm zufolge nur diejenigen Werte durchsetzen, die von einer Mehrheit der Bevölkerung als grundlegend akzeptiert werden, und keine „Visionen“ verfolgen, die von der Bevölkerungsmehrheit „aktiv und intensiv angefochten“ werden („visions that are actively and intensely contested“).
Der Rechtshistoriker David Garrow schrieb im Jahr 2006 in einer Besprechung von Rosens Buch The Most Democratic Branch: How the Courts Serve America für die Los Angeles Times, Jeffrey Rosen sei im Laufe der 1990er und 2000er Jahre der „meistgelesene und einflussreichste Kommentator zu Rechtsangelegenheiten“ in den Vereinigten Staaten geworden („the nation's most widely read and influential legal commentator“).
Sein 2019 veröffentlichtes Buch Conversations with RBG wurde in die Bestsellerliste der New York Times aufgenommen.

## Familie
Jeffrey Rosen ist der Sohn des Psychiaters und Autors Sidney Rosen und der Familientherapeutin Estelle Rosen aus New York City. Er ist der Schwager des Anwalts und zeitweisen Solicitor Generals Neal Katyal, mit dem seine Schwester Joanna Rosen verheiratet ist.
Rosen heiratete 2017 die Kulturanthropologin und Schriftstellerin Lauren Coyle Rosen. In früherer Ehe war er zuvor ab 2003 mit der Historikerin Christine Rosen (geb. Stolba) verheiratet, mit der er zwei Söhne hat. Beide Trauungen nahm dabei die Richterin am Obersten Gerichtshof Ruth Bader Ginsburg vor.

## Werke
- The Pursuit of Happiness: How Classical Writers on Virtue Inspired the Lives of the Founders and Defined America. New York: Simon & Schuster, 2024, ISBN 9781668002476.
- Conversations with RBG: Ruth Bader Ginsburg on Life, Love, Liberty, and Law. New York: Henry Holt, 2019, ISBN 9781250235169.
- William Howard Taft. New York: Times Books, 2018. ISBN 9780805069549.
- Louis D. Brandeis: American Prophet. New Haven: Yale University Press, 2016, ISBN 0-300-15867-X.
- mit Benjamin Wittes: Constitution 3.0: Freedom & Technological Change. Washington, D.C.: Brookings Institution Press, 2011, ISBN 978-0-8157-2212-0.
- The Supreme Court: The Personalities and Rivalries that Defined America. New York: Times Books, 2007, ISBN 0-8050-8182-8.
- The Most Democratic Branch: How the Courts Serve America. New York: Oxford University Press, 2006, ISBN 0-19-517443-7.
- The Naked Crowd: Reclaiming Security and Freedom in an Anxious Age. New York: Random House, 2004, ISBN 0-375-75985-9.
- The Unwanted Gaze: The Destruction of Privacy in America. New York: Random House, 2000, ISBN 0-679-44546-3.